# Drosophila willistoni (artgrupp)
Drosophila willistoni är en artgrupp inom släktet Drosophila och undersläktet Sophophora.  Artgruppen består av tre olika artundergrupper.

## Artundergrupper inom artgruppenDrosophila willistoni
- Drosophila alagitans (artundergrupp)
- Drosophila bocainensis (artundergrupp)
- Drosophila willistoni (artundergrupp)